# Rajković
Pour les articles homonymes, voir Rajković (homonymie).
Rajković (en serbe cyrillique : Рајковић) est un village de Serbie situé dans la municipalité de Mionica, district de Kolubara. Au recensement de 2011, il comptait 301 habitants.

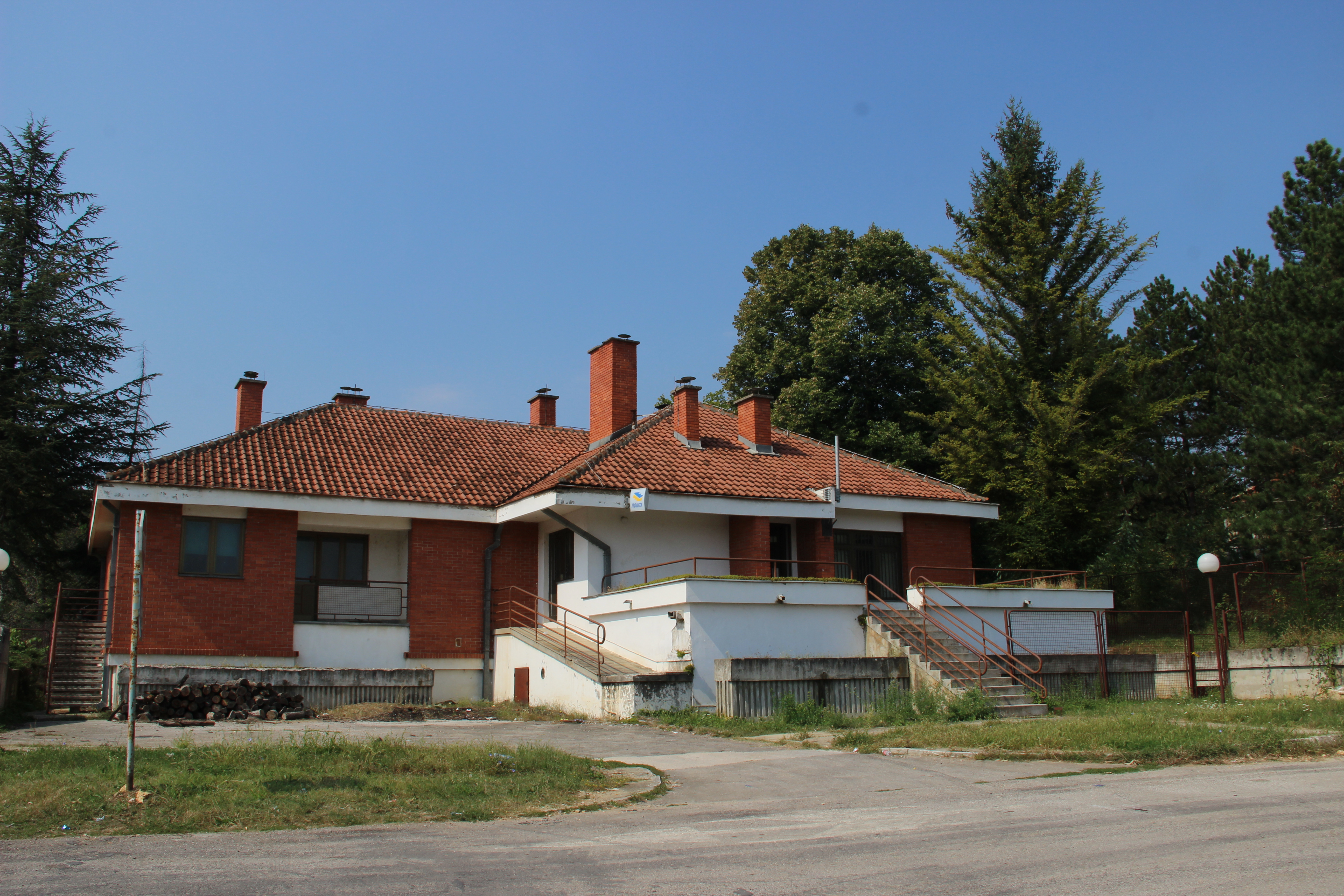
Rajkovic - panorama
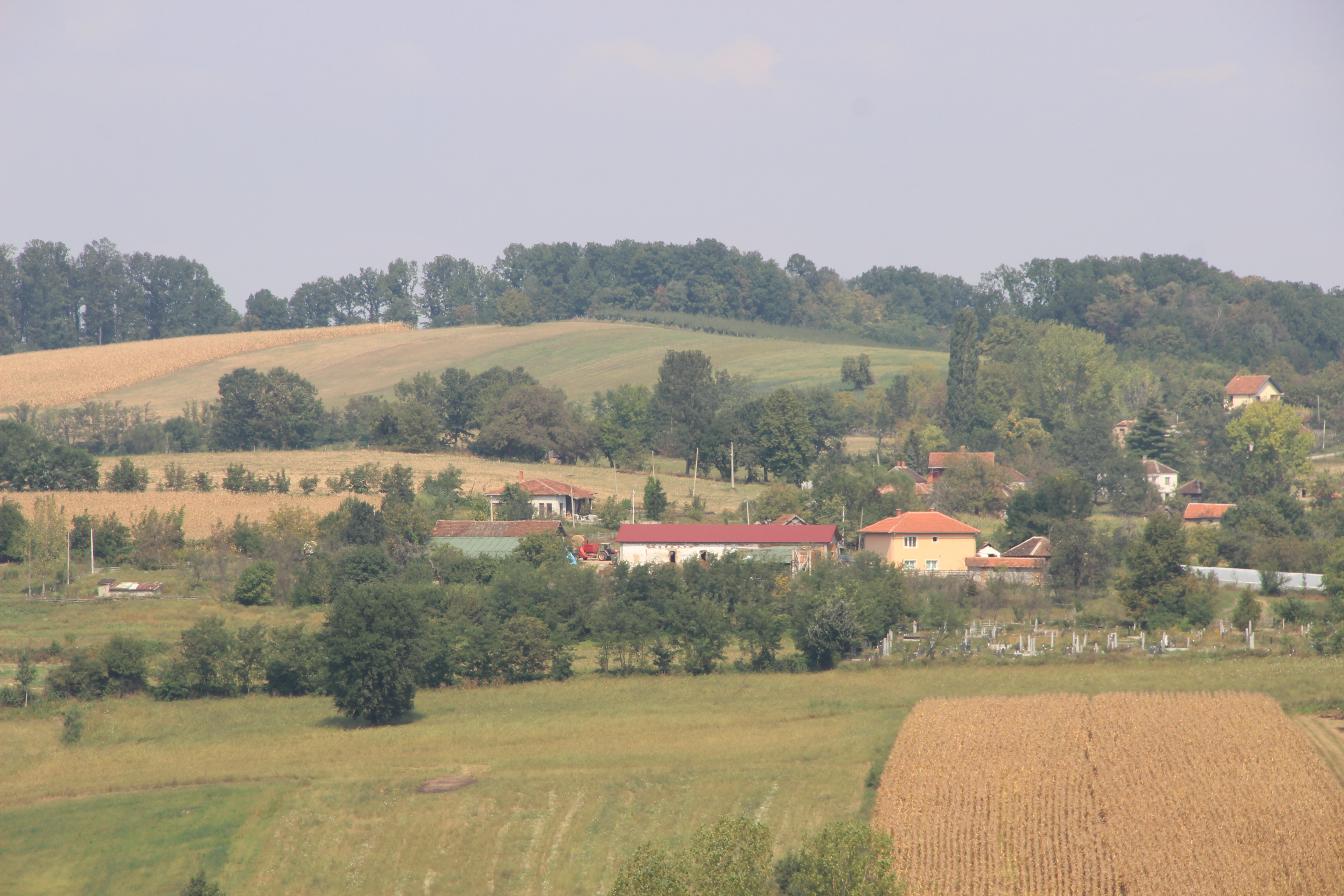
Rajkovic - panorama
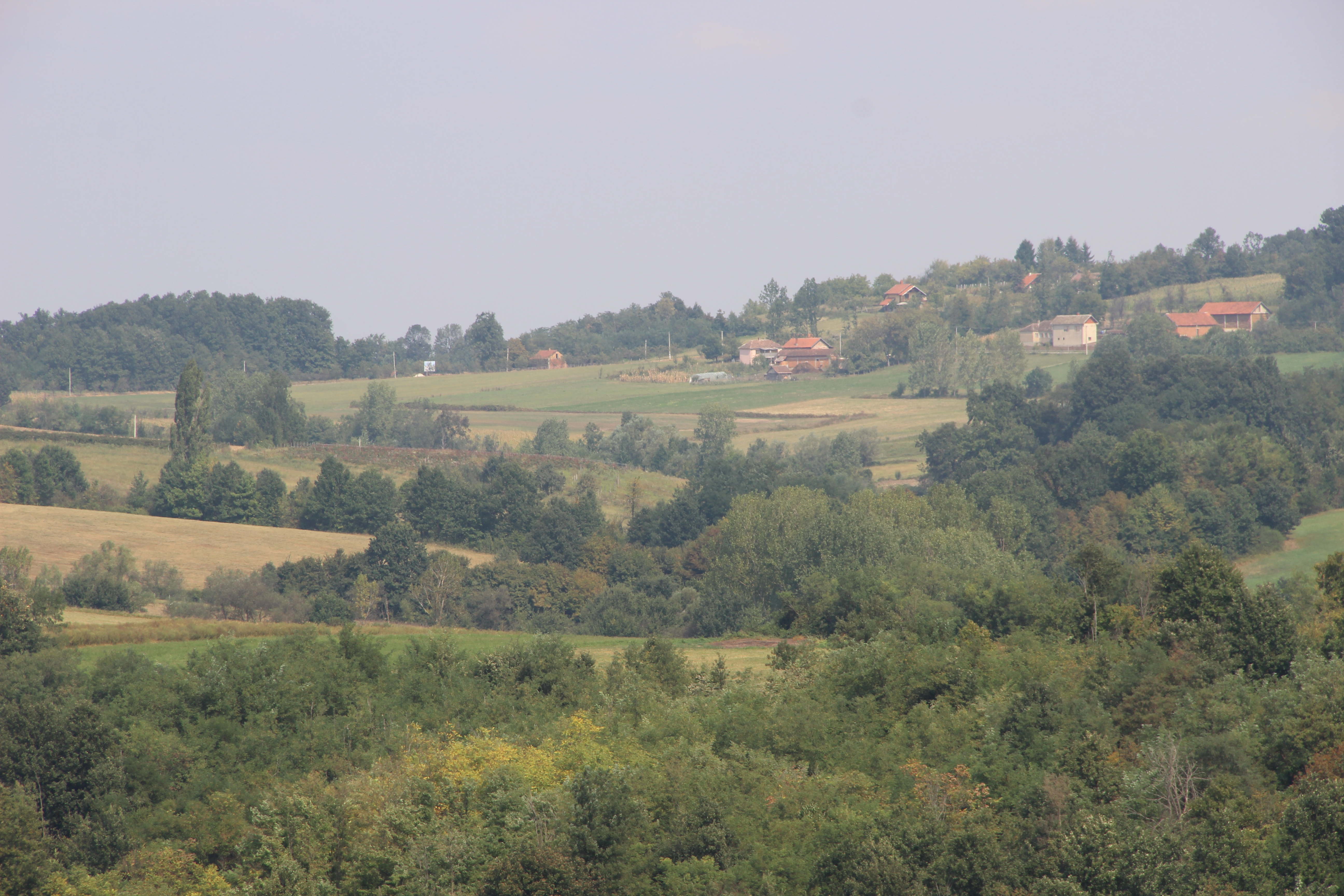
Rajkovic - panorama
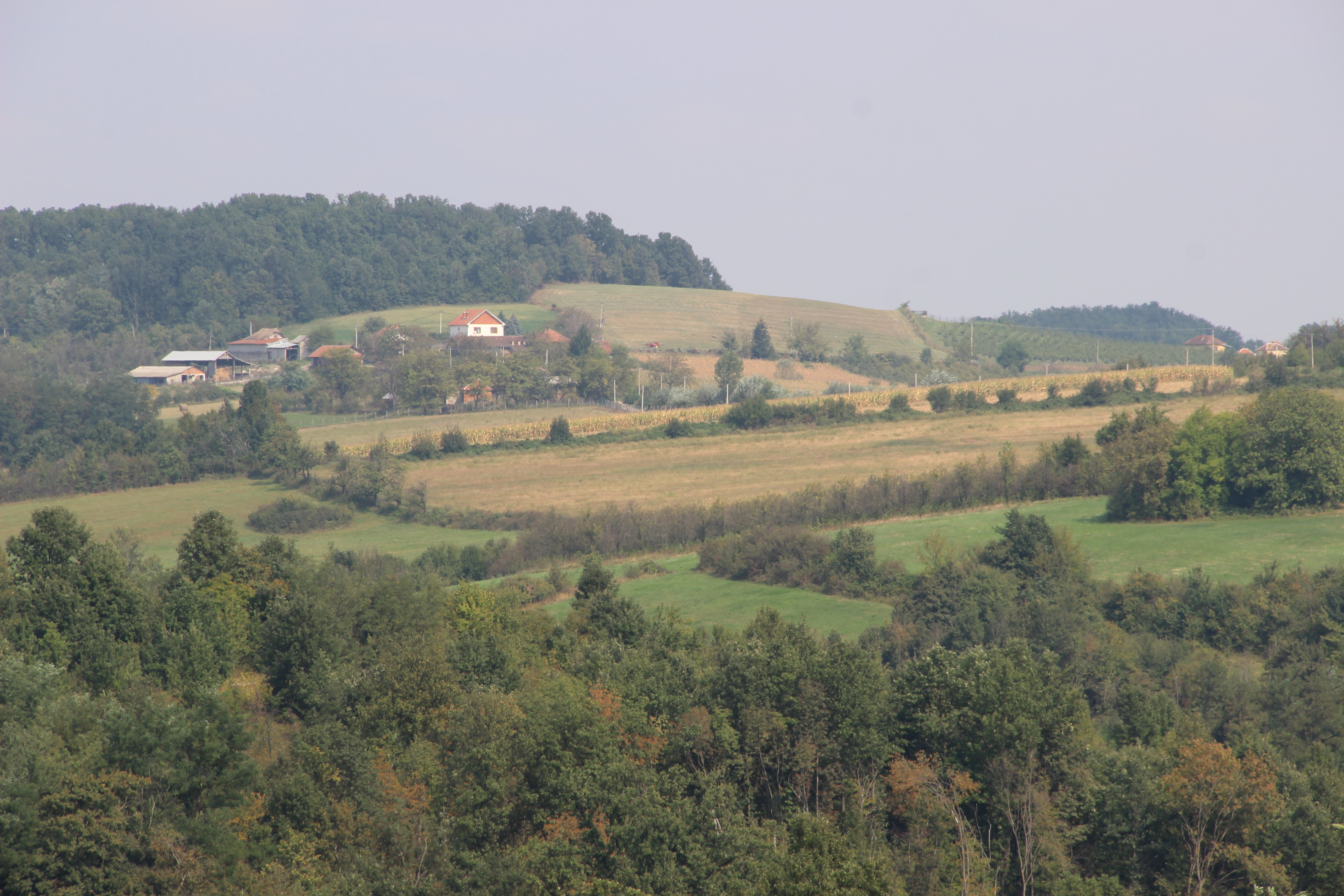
Rajkovic - panorama
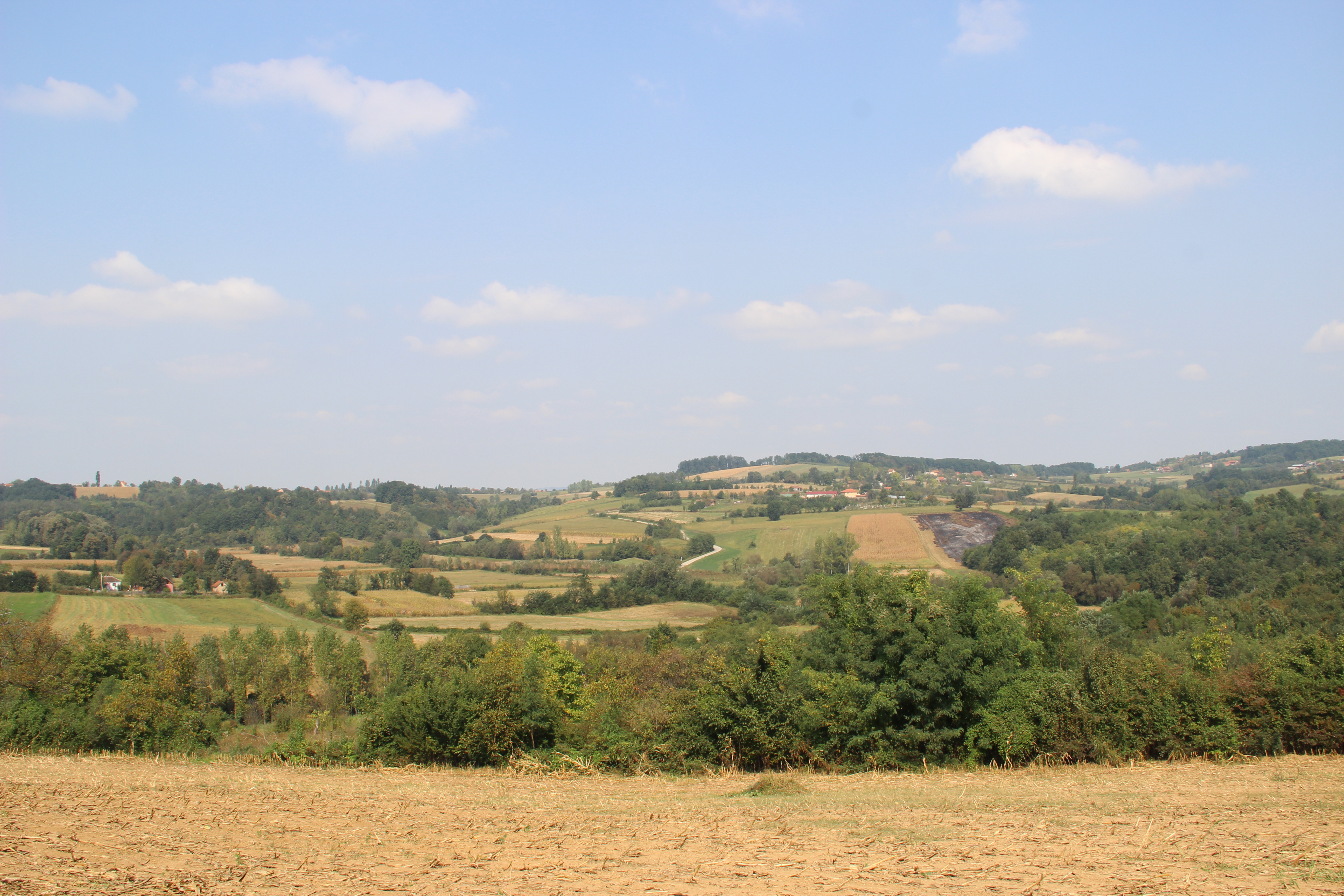
Rajkovic - panorama
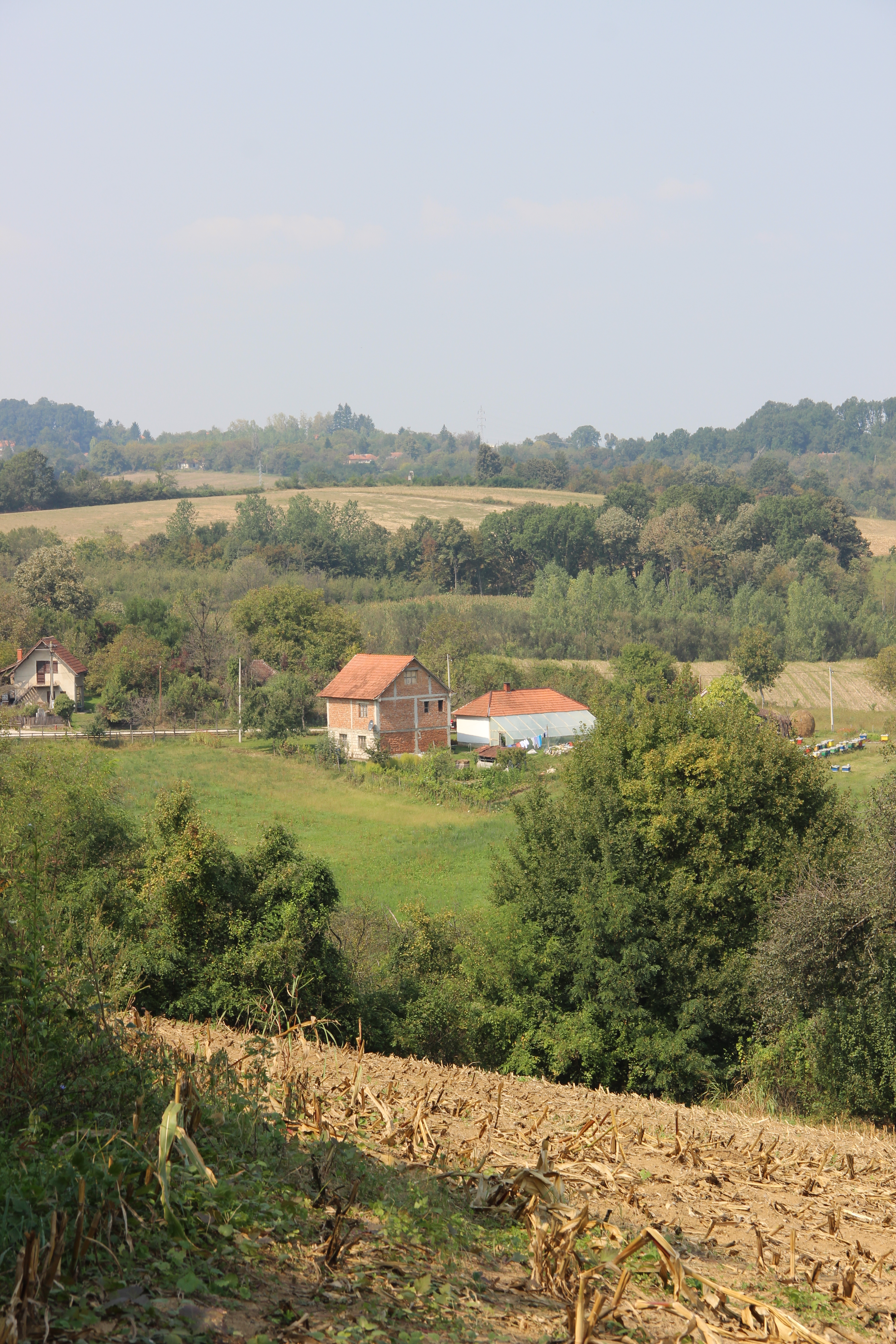
Rajkovic - panorama

## Démographie
| 1948 | 1953 | 1961 | 1971 | 1981 | 1991 | 2002 | 2011 |
| ---- | ---- | ---- | ---- | ---- | ---- | ---- | ---- |
| 747  | 735  | 694  | 599  | 508  | 429  | 350  | 301  |

|  |